# Szakiso
Szakiso – miasto w Etiopii, w regionie Oromia. Według danych szacunkowych na rok 2015 liczy 33 700 mieszkańców.